# Det var paa Rundetaarn
Det var paa Rundetaarn er en dansk komediefilm fra 1955 instrueret af Poul Bang efter manuskript af John Olsen.
Filmen har flere indlagte sange:
Det var på Rundetårn, Will you give me love og Den hænger i mit øre synges af Dirch Passer og Ove Sprogøe,
mens Kjeld Petersen synger Vognen og mig (med førstelinjen Jeg er forelsket) i sin bil.

## Medvirkende
- Dirch Passer
- Ove Sprogøe
- Clara Østø
- Kjeld Petersen
- Bodil Steen
- Karen Berg
- Bodil Miller
- Ole Monty
- Buster Larsen
- Sigrid Horne-Rasmussen
- Mogens Brandt
- Paul Hagen